# Анжела Дороган
Анжела Дороган (азерб. Anjela Doroqan; нар. 2 листопада 1989) — молдовська і азербайджанська борчиня вільного стилю, чемпіонка Європейських ігор, бронзова призерка Кубку світу. Майстер спорту Молдови міжнародного класу з вільної боротьби.

## Біографія
У школі займалася баскетболом. Боротьбою почала займатися з 2004 року. Першим тренером був Петру Киперь. Згодом почала тренуватися під керівництвом Петру Буюкли і Віктора Пейкова. Є випускницею Республіканського ліцею-інтернату спортивного профілю Молдови. У 2009 році перевелася зі спортивної школи з підготовки олімпійських резервів в спортивний центр підготовки національних команд. Виступала за юніорську збірну Молдови. У її складі стала віце-чемпіонкою Європи. З 2010 року виступає за збірну Азербайджану. Першого серйозного успіху досягла на перших на Європейських іграх 2015 року, що проходили в Баку. Там Анжела дішла до фіналу, де у рівній боротьбі здолала Роксану Засіну з Польщі і стала чемпіонкою.
Виступає за борцівський клуб «Атаспорт» з Баку.

## Державні нагороди
- Орден «Шохрат» (2015) — за високі успіхи, досягнуті на перших Європейських іграх, і заслуги в розвитку азербайджанського спорту.[3]

## Спортивні результати на міжнародних змаганнях

### Виступи на Чемпіонатах світу
| Змагання                        | Збірна      | Вагова категорія          | Місце |
| ------------------------------- | ----------- | ------------------------- | ----- |
| Чемпіонат світу з боротьби 2010 | Азербайджан | жіноча боротьба, до 51 кг | 10    |
| Чемпіонат світу з боротьби 2012 | Азербайджан | жіноча боротьба, до 51 кг | 13    |
| Чемпіонат світу з боротьби 2013 | Азербайджан | жіноча боротьба, до 48 кг | 22    |
| Чемпіонат світу з боротьби 2014 | Азербайджан | жіноча боротьба, до 53 кг | 12    |
| Чемпіонат світу з боротьби 2015 | Азербайджан | жіноча боротьба, до 53 кг | 5     |
| Чемпіонат світу з боротьби 2018 | Азербайджан | жіноча боротьба, до 53 кг | 9     |

### Виступи на Чемпіонатах Європи
| Змагання                         | Збірна      | Вагова категорія          | Місце |
| -------------------------------- | ----------- | ------------------------- | ----- |
| Чемпіонат Європи з боротьби 2010 | Азербайджан | жіноча боротьба, до 51 кг | 14    |
| Чемпіонат Європи з боротьби 2011 | Азербайджан | жіноча боротьба, до 51 кг | 8     |
| Чемпіонат Європи з боротьби 2013 | Азербайджан | жіноча боротьба, до 51 кг | 12    |
| Чемпіонат Європи з боротьби 2016 | Азербайджан | жіноча боротьба, до 53 кг | 12    |
| Чемпіонат Європи з боротьби 2017 | Азербайджан | жіноча боротьба, до 53 кг | 8     |
| Чемпіонат Європи з боротьби 2018 | Азербайджан | жіноча боротьба, до 53 кг | 12    |

### Виступи на Європейських іграх
| Змагання              | Збірна      | Вагова категорія          | Місце  |
| --------------------- | ----------- | ------------------------- | ------ |
| Європейські ігри 2015 | Азербайджан | жіноча боротьба, до 53 кг | Золото |

### Виступи на Кубках світу
| Змагання                    | Збірна      | Вагова категорія          | Місце  |
| --------------------------- | ----------- | ------------------------- | ------ |
| Кубок світу з боротьби 2010 | Азербайджан | жіноча боротьба, до 51 кг | 5      |
| Кубок світу з боротьби 2012 | Азербайджан | жіноча боротьба, до 48 кг | Бронза |
| Кубок світу з боротьби 2015 | Азербайджан | жіноча боротьба, до 53 кг | 5      |

### Виступи на інших змаганнях
| Змагання                                     | Збірна      | Вагова категорія          | Місце  |
| -------------------------------------------- | ----------- | ------------------------- | ------ |
| Золотий Гран-прі з боротьби 2010 (Баку)      | Азербайджан | жіноча боротьба, до 51 кг | 9      |
| Klippan Lady Open 2011                       | Азербайджан | жіноча боротьба, до 51 кг | Золото |
| Austrian Ladies Open 2011                    | Азербайджан | жіноча боротьба, до 51 кг | Золото |
| Золотий Гран-прі з боротьби 2011 (Баку)      | Азербайджан | жіноча боротьба, до 51 кг | 12     |
| Турнір Яшара Догу 2012                       | Азербайджан | жіноча боротьба, до 51 кг | Бронза |
| Золотий Гран-прі з боротьби 2012 (Баку)      | Азербайджан | жіноча боротьба, до 51 кг | Срібло |
| Вогні Москви 2012                            | Азербайджан | жіноча боротьба, до 51 кг | Срібло |
| Турнір Дана Колова — Николи Петрова 2013     | Азербайджан | жіноча боротьба, до 51 кг | 9      |
| Турнір Олександра Медведя 2013               | Азербайджан | жіноча боротьба, до 51 кг | Золото |
| Austrian Ladies Open 2013                    | Азербайджан | жіноча боротьба, до 51 кг | 5      |
| Літня Універсіада 2013                       | Азербайджан | жіноча боротьба, до 51 кг | 5      |
| Меморіал Вацлава Циолковського 2013          | Азербайджан | жіноча боротьба, до 51 кг | 10     |
| Всесвітні ігри бойових мистецтв 2013         | Азербайджан | жіноча боротьба, до 51 кг | Срібло |
| Золотий Гран-прі з боротьби 2013 (Баку)      | Азербайджан | жіноча боротьба, до 48 кг | Бронза |
| Турнір Олександра Медведя 2014               | Азербайджан | жіноча боротьба, до 53 кг | Бронза |
| Золотий Гран-прі з боротьби 2014 (Баку)      | Азербайджан | жіноча боротьба, до 53 кг | 9      |
| Klippan Lady Open 2015                       | Азербайджан | жіноча боротьба, до 53 кг | 20     |
| Турнір Дана Колова — Николи Петрова 2015     | Азербайджан | жіноча боротьба, до 53 кг | 5      |
| Відкритий чемпіонат Польщі з боротьби 2015   | Азербайджан | жіноча боротьба, до 53 кг | 11     |
| Кубок Алроси 2015                            | Азербайджан | жіноча боротьба, до 53 кг | 5      |
| Золотий Гран-прі з боротьби 2015             | Азербайджан | жіноча боротьба, до 53 кг | 5      |
| Київський Міжнародний турнір з боротьби 2016 | Азербайджан | жіноча боротьба, до 55 кг | Срібло |
| Відкритий чемпіонат Польщі з боротьби 2016   | Азербайджан | жіноча боротьба, до 53 кг | Бронза |
| Золотий Гран-прі з боротьби 2016             | Азербайджан | жіноча боротьба, до 53 кг | Бронза |
| Київський Міжнародний турнір з боротьби 2017 | Азербайджан | жіноча боротьба, до 53 кг | Бронза |
| Турнір Дана Колова — Николи Петрова 2017     | Азербайджан | жіноча боротьба, до 53 кг | 10     |
| Турнір Яшара Догу 2018                       | Азербайджан | жіноча боротьба, до 53 кг | Золото |
| Турнір Олександра Медведя 2018               | Азербайджан | жіноча боротьба, до 53 кг | Срібло |

### Виступи на змаганнях молодших вікових груп
| Змагання                                       | Збірна  | Вагова категорія          | Місце  |
| ---------------------------------------------- | ------- | ------------------------- | ------ |
| Чемпіонат Європи з боротьби серед юніорів 2007 | Молдова | жіноча боротьба, до 51 кг | 10     |
| Чемпіонат Європи з боротьби серед юніорів 2008 | Молдова | жіноча боротьба, до 51 кг | 8      |
| Чемпіонат світу з боротьби серед юніорів 2008  | Молдова | жіноча боротьба, до 51 кг | 15     |
| Чемпіонат Європи з боротьби серед юніорів 2009 | Молдова | жіноча боротьба, до 51 кг | Срібло |
| Чемпіонат світу з боротьби серед юніорів 2009  | Молдова | жіноча боротьба, до 51 кг | 5      |